# Gabriele Sella
Gabriele Sella (Cavarzere, 15 d'abril de 1963 - Fasana Polesine, Adria, 2 de juny de 2010) va ser un ciclista italià especialista en pista. Guanyador d'una medalla d'or als Jocs del Mediterrani de 1983 en velocitat, i d'una medalla de bronze al Campionat del món de tàndem de Barcelona 1984. Va participar en els Jocs Olímpics de Los Angeles.

## Palmarès
- 1983
  - Medalla d'or als Jocs del Mediterrani en velocitat
  -  Campió d'Itàlia amateur en tàndem (amb Vincenzo Ceci)
- 1984
  -  Campió d'Itàlia amateur en Quilòmetre
  -  Campió d'Itàlia amateur en Òmnium
  -  Campió d'Itàlia amateur en tàndem (amb Vincenzo Ceci)
- 1985
  -  Campió d'Itàlia amateur en velocitat
- 1987
  -  Campió d'Itàlia amateur en tàndem (amb Silvio Boarin)